# Crédit Agricole Suisse Open Gstaad 2014
Il Crédit Agricole Suisse Open Gstaad 2014 è stato un torneo di tennis giocato sulla terra rossa. È stata la 100ª edizione del Crédit Agricole Suisse Open Gstaad, che fa parte dell'ATP World Tour 250 Series nell'ambito dell'ATP World Tour 2014. Si è tenuto alla Roy Emerson Arena a Gstaad, Svizzera, dal 21 al 27 luglio 2014.

## Partecipanti

### Teste di serie
| Giocatore   | Nazione                | Ranking* | Testa di serie |
| ----------- | ---------------------- | -------- | -------------- |
| Russia      | Michail Južnyj         | 19       | 1              |
| Spagna      | Marcel Granollers      | 28       | 2              |
| Spagna      | Guillermo García López | 31       | 3              |
| Spagna      | Fernando Verdasco      | 33       | 4              |
| Argentina   | Federico Delbonis      | 36       | 5              |
| Francia     | Gilles Simon           | 38       | 6              |
| Paesi Bassi | Robin Haase            | 51       | 7              |
| Austria     | Dominic Thiem          | 55       | 8              |

*Teste di serie basate sul ranking al 14 luglio 2014.

### Altri partecipanti
I seguenti giocatori hanno ricevuto una wild card per il tabellone principale:
- Henri Laaksonen
- Yann Marti
- Viktor Troicki

I seguenti giocatori sono passati dalle qualificazioni:

- Iñigo Cervantes
- Fabiano de Paula
- Gerald Melzer
- Gianni Mina

## Campioni

### Singolare
Pablo Andújar ha sconfitto in finale  Juan Mónaco per 6–4, 7–5.
- È il terzo titolo in carriera per Andujar

### Doppio
Andre Begemann /  Robin Haase hanno sconfitto in finale  Rameez Junaid /  Michal Mertiňák per 6–3, 6–4.